# Vanessa Wruble
Vanessa Wruble (27 de agosto de 1974) es una empresaria, periodista y activista estadounidense. En 2017 fue la Jefa de Operaciones de Campaña de la Marcha de las Mujeres en Washington y fundó March On, donde es directora ejecutiva.

## Trayectoria
Wruble creció en Washington, D. C. y es hija de Bernhardt K. Wruble, un abogado designado por el presidente Jimmy Carter como el primer director de la Oficina de Ética Gubernamental. Se graduó de Sidwell Friends High School. Se licenció cum laude en el Williams College, estudiando temas de mujeres, psicología y escritura de ficción, y una maestría en investigación social en psicología de The New School y en medios interactivos de la Universidad de Nueva York.
Fue la primera corresponsal internacional de Current TV de Al Gore. También trabajó como periodista para revistas impresas y como especialista en comunicación para la Organización de las Naciones Unidas.

### OkayAfrica
En 2011, junto con el líder de The Roots, Questlove, Wruble fundó OkayAfrica, una plataforma de medios digitales dedicada a la cultura, la música y la política africanas. Con su ayuda, OkayAfrica se convirtió en el sitio web más grande de EE. UU. centrado en la música, el arte, la política y la cultura nuevas y progresistas del continente africano. Dirigió la empresa durante siete años hasta que renunció para organizar la Marcha de las Mujeres de 2017.

### Marcha de las mujeres
Wruble cofundó la Marcha de Mujeres en Washington y se desempeñó como jefa de operaciones de campaña. En un esfuerzo por traer diversidad al liderazgo de la marcha, invitó a tres de sus cuatro copresidentes nacionales, Carmen Pérez, Linda Sarsour y Tamika Mallory, para servir junto a Bob Bland.
La marcha se llamó originalmente la "Marcha de Millones de Mujeres". Wruble la rebautizó como "La Marcha de las Mujeres en Washington" para evitar sobrescribir la historia de la Marcha de los millones de Mujeres de 1997 en Filadelfia.
Finalmente, Wruble, que es judía, abandonó el Movimiento de la Marcha de Mujeres, citando comentarios antisemitas de Mallory y Pérez y sentimiento antisemita en el movimiento en general.

### March On
En octubre de 2017, Wruble dirigió a las líderes de las Marchas de Mujeres descentralizadas a nivel nacional para formar una nueva organización, March On. Además, lanzaron un Super PAC llamado Fight Back PAC de March On. March On adoptó un enfoque de abajo hacia arriba para coordinar acciones a nivel federal, estatal y local, uniendo a los diversos grupos de mujeres de todo el país para trabajar juntas. March On anunció el objetivo de crear un cambio político a través de su campaña "March On the Polls", incluida la marcha de la gente a las cabinas de votación para las elecciones intermedias de noviembre de 2018 (una "Marcha sobre las elecciones intermedias"). El 20 de enero de 2018, March On lanzó una encuesta a nivel nacional para ayudar a diseñar la agenda activista liberal para las elecciones intermedias de 2018 y más allá.

## Honores y reconocimientos
- Echoing Green Fellow 1996[19]
- Mujeres Glamour del año 2017[20]
- 2017 PEN / Toni and James C. Goodale Freedom of Expression Courage Award[21]